# اوزانا (تگزاس)
اوزانا، تگزاس(به انگلیسی: Ozona, Texas) شهری در ایالت تگزاس از ایالات جنوبی ایالات متحده آمریکا است. در سرشماری سال ۲۰۰۰، جمعیت این شهر ۳۴۳۶ نفر اعلام شد.